# سيراميك هوريزو

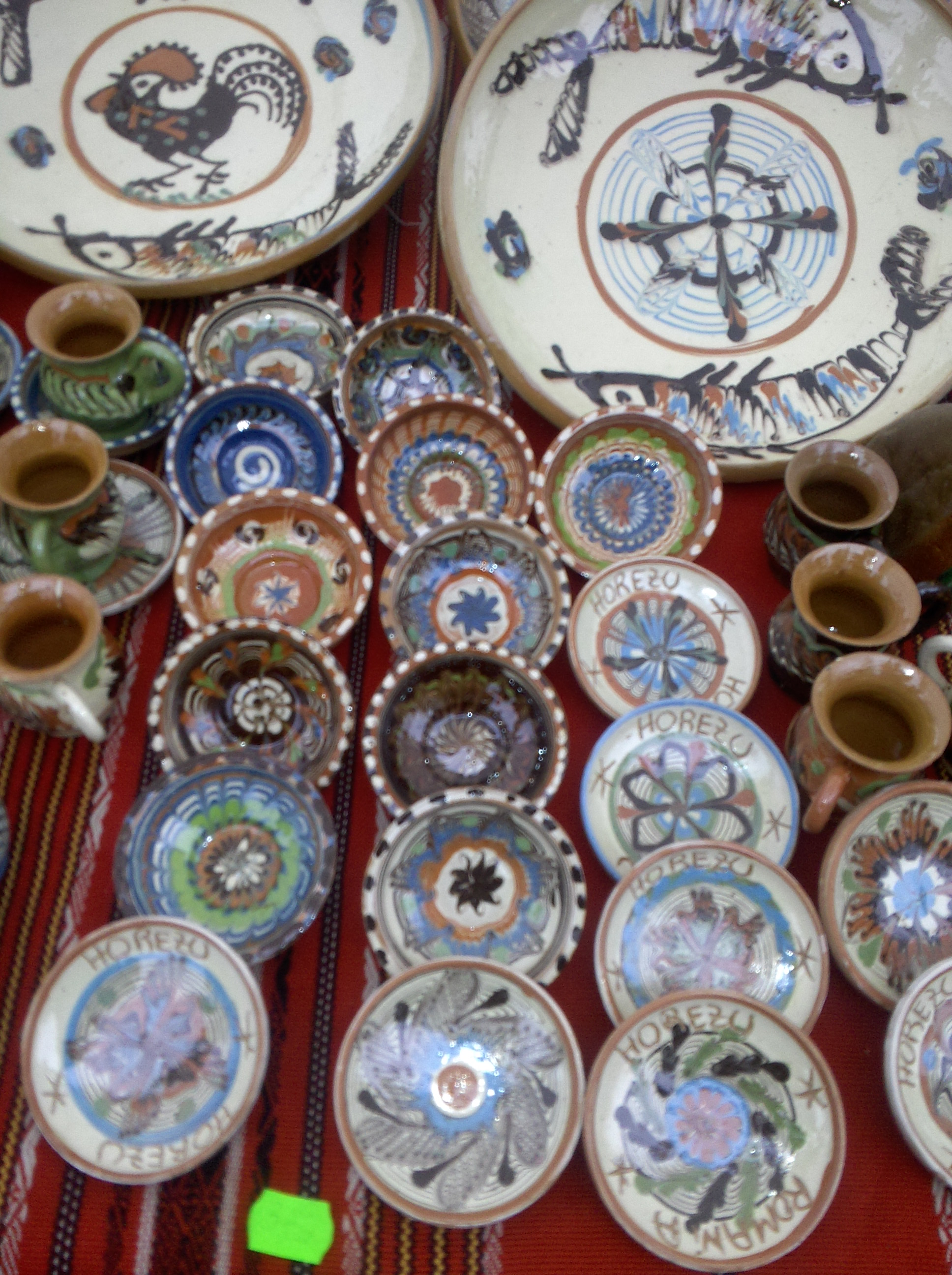
سيراميك هوريزو

سيراميك هوريزو هو نوع فريد من الفخار الروماني الذي يتم إنتاجه يدويًا بشكل تقليدي حول مدينة هوريزو في شمال أولتينيا (مقاطعة فالتشيا))، بالقرب من دير هوريزو الشهير. إنه يعكس أجيالًا عديدة من تطور المعرفة والمهارات في صناعة الفخار، ولهذا السبب تم إدراج حرفية فخار هوريزو في قوائم التراث الثقافي غير المادي لليونسكو في ديسمبر 2012.
يتم تقسيم الإنتاج إلى عمليات تصنيع للذكور والإناث. لذلك، يستخرج الرجال الأرض، التي يتم بعد ذلك تنظيفها وتقطيعها وسقيها وعجنها ودهسها وخلطها - وتحويلها إلى طين أحمر يشكله الخزافون بتقنية إصبع خاصة تتطلب التركيز والقوة وخفة الحركة. ولكل خزاف أسلوبه الخاص في التشكيل، ولكن كل واحد يحترم تسلسل العملية.
تقوم النساء بتزيين الخزفيات المشكلة قبل حرقها بتقنيات وأدوات خاصة من أجل رسم الزخارف التقليدية. مهاراتهم في الجمع بين الديكور واللون تحدد شخصية هذه القطع وتفردها. الألوان عبارة عن درجات زاهية من اللون البني والأحمر والأخضر والأزرق وما يسمى "عاجي هوريزو". يستخدم الخزافون في هوريزو العديد من الأدوات التقليدية مثل الخلاط لتنظيف الأرض، وعجلة فخارية ومشط للتشكيل، وقرن ثور مجوف وعصا رفيعة ذات رؤوس سلكية للزينة، وموقد حطب للإشعال.
تحفظ هذه الحرفة القديمة في موقد الأجداد، المعروف الآن باسم شارع أولاري في هوريزو، حيث يقوم الحرفيون بتشكيل الطين بنفس العملية المضنية التي قام بها أسلافهم. تُعد هوريزو مركزًا تاريخيًا فريدًا للخزف الروماني حيث ظلت هذه التجارة المصدر الرئيسي للدخل للعديد من عائلات الخزافين مثل: Ogrezeanu،[2] Vicsoreanu، Iorga، Frigura، Mischiu، Popa وما إلى ذلك.[3] اليوم، تنتقل هذه الحرفة كما هو الحال دائمًا في دائرة الأسرة، ولكن أيضًا في ورش العمل من المعلم إلى المتدرب، ومهرجانات ومعارض الفخار.

## روابط خارجية
- مثال فيديو من اليونسكو باللغة الفرنسية